# Casa Sir Alfred T. Goshorn
La casa Sir Alfred T. Goshorn es una residencia histórica en el barrio de Clifton de Cincinnati, la tercera ciudad más poblada del estado de Ohio (Estados Unidos). Fue declarada sitio histórico en los años 1970.

## Goshorn
Alfred T. Goshorn era un empresario de Cincinnati que dirigía una empresa que producía plomo blanco. Originario de la ciudad, fue un pionero en el nuevo juego emergente de béisbol, convirtiéndose en presidente del primer equipo profesional del país, los Medias Rojas de Cincinnati. Sin embargo, su mayor importancia fue la de organizar una serie de exposiciones industriales, comenzando con una muestra de 1870 en Cincinnati que continuó hasta la década de 1880. 
Goshorn fue elegido director general de la Exposición del Centenario de 1876. Por su manejo de la exposición, nueve naciones europeas diferentes le otorgaron honores, incluido un título de caballero británico de la reina Victoria del Reino Unido. Goshorn y su familia se mudaron a la casa actual en 1888, aunque los detalles finales de la construcción se completaron solo en 1890. El arquitecto fue James W. McLaughlin, uno de los principales arquitectos de la ciudad de la época.

## Arquitectura
La casa de Goshorn es un edificio de piedra con techo de tejas y elementos adicionales de metal. Tres pisos de altura, la casa tiene un plan irregular: un techo abuhardillado cubre el centro del edificio, mientras que el salón trasero originalmente tenía un piso de altura con un techo más plano, y el otro extremo posee un mirador en forma de torreta y un porche cerrado. 
El segundo piso de la sección trasera es una galería de arte diseñada por McLaughlin agregada en 1899, una modificación significativa que requirió una reconstrucción completa de la iluminación de la sala: los tragaluces originalmente suministraban toda la luz, similares a los de una habitación en una casa cercana, Scarlet Oaks y la adición octagonal con su nueva escalera de caracol requerían iluminación adicional. 
El estilo es románico richardsoniano, similar a otra casa de McLaughlin cercana, la casa John Uri Lloyd. Ambos edificios incluyen componentes nuevos y radicales, como secciones inconexas sin las suaves transiciones favorecidas tanto por el estilo homónimo Henry Hobson Richardson como por el contemporáneo local de McLaughlin, Samuel Hannaford.

## Sitio histórico
En 1973 la Casa Goshorn fue incluida en el Registro Nacional de Lugares Históricos con base en criterios arquitectónicos. Es uno de los numerosos sitios de este tipo en la avenida Clifton. En 1978 varias cuadras de la ciudad fueron designadas como Distrito Histórico de Clifton Avenue, y tanto la Iglesia Episcopal Metodista de Clifton como la Fuente Probasco están ubicadas dentro de un cuarto de milla al sur y al norte, respectivamente. 